# Düren (distrito)
Düren é um distrito (Kreis ou Landkreis) da Alemanha localizado na região de Colónia, no estado da Renânia do Norte-Vestfália.

## Cidades e municípios
(População em 30 de junho de 2006)
| Mapa do distrito de Düren. | Cidades     | População |
| Mapa do distrito de Düren. | Düren       | 93 403    |
| Mapa do distrito de Düren. | Jülich      | 33 882    |
| Mapa do distrito de Düren. | Linnich     | 13 685    |
| Mapa do distrito de Düren. | Nideggen    | 10 747    |
| Mapa do distrito de Düren. | Heimbach    | 4 583     |
| Mapa do distrito de Düren. | Municípios  | População |
| Mapa do distrito de Düren. | Kreuzau     | 18 154    |
| Mapa do distrito de Düren. | Niederzier  | 14 234    |
| Mapa do distrito de Düren. | Aldenhoven  | 14 211    |
| Mapa do distrito de Düren. | Langerwehe  | 14 051    |
| Mapa do distrito de Düren. | Nörvenich   | 11 588    |
| Mapa do distrito de Düren. | Merzenich   | 9 913     |
| Mapa do distrito de Düren. | Vettweiß    | 8 979     |
| Mapa do distrito de Düren. | Hürtgenwald | 8 829     |
| Mapa do distrito de Düren. | Titz        | 8 521     |
| Mapa do distrito de Düren. | Inden       | 7 452     |